# Мурамацу Томоко
Мурамацу Томоко (яп. 村松 智子; нар. 23 жовтня 1994) — японська футболістка. Грала за збірну Японії.

## Клубна кар'єра
У 2011 році дебютувала в «Ніттере Бередза».

## Кар'єра в збірній
Дебютувала у збірній Японії 4 серпня 2015 року в поєдинку проти Південної Кореї. З 2015 по 2016 рік зіграла 4 матчі в національній збірній.

## Статистика виступів
| Збірна Японії | Збірна Японії | Збірна Японії |
| Рік           | Матчі         | Голи          |
| ------------- | ------------- | ------------- |
| 2015          | 2             | 0             |
| 2016          | 2             | 0             |
| Загалом       | 4             | 0             |